# Contea di Meekatharra
La contea di Meekatharra è una delle diciassette local government areas che si trovano nella regione di Mid West, in Australia Occidentale. Essa si estende su di una superficie di circa 100.789 chilometri quadrati ed ha una popolazione di 1.137 abitanti.